# Elizabeta Samara
Elizabeta Samara (n. 15 aprilie 1989, Constanța, România) este o jucătoare română de tenis de masă de origine aromână. A fost de opt ori campioană europeană.

## Palmares
Simplu
- Ekaterinburg 2015 aur
- Budapesta 2016 bronz
- Varșovia 2020 bronz

Dublu
- Stuttgart 2009 aur
- Ostrava 2010 bronz
- Gdansk-Sopot 2011 argint
- Herning 2012 aur
- Ekaterinburg 2015 argint
- Budapesta 2016 bronz
- München 2022 argint

Dublu mixt
- Subotica 2009 bronz
- Istanbul 2011 aur
- Buzău 2012 aur

Echipe
- Aarhus 2005 aur
- St. Petersburg 2008 bronz
- Ostrava 2010 argint
- Gdansk-Sopot 2011 argint
- Schwechat 2013 argint
- Ekaterinburg 2015 argint
- Luxemburg 2017 aur
- Nantes 2019 aur
- Cluj-Napoca 2021 argint